# Drake-brockmania
Drake-brockmania là một chi thực vật có hoa trong họ Hòa thảo (Poaceae).

## Loài
Chi Drake-brockmania gồm các loài: